# 弗雷德斯多夫-福格尔斯多夫
弗雷德斯多夫-福格尔斯多夫（德語：Fredersdorf-Vogelsdorf）是德国勃兰登堡州的市镇，隶属于梅尔基施-奥得兰县，总面积为16.42平方千米，截至2020年总人口为13873人。